# Cargo (film belge, 2017)
Ne doit pas être confondu avec Cargo (film australien, 2017).
Pour les articles homonymes, voir Cargo (homonymie).
Pour plus de détails, voir Fiche technique et Distribution.
Cargo est un film dramatique belge réalisé par Gilles Coulier et sorti en 2017. 

## Fiche technique
- Titre original : Cargo
- Réalisation : Gilles Coulier
- Scénario : Gilles Coulier, Tom Dupont
- Photographie : David Williamson
- Montage : Tom Denoyette
- Musique : Liesa Van der Aa
- Pays d'origine : Belgique
- Langue originale : néerlandais
- Format : couleur
- Genre : dramatique
- Durée : 91 minutes
- Dates de sortie :
  - Belgique : 13 septembre 2017

## Distribution
- Sam Louwyck : Jean Broucke
- Wim Willaert : Francis Broucke
- Gilles De Schryver : Safety Inspector
- Josse De Pauw :
- Mathias Sercu :
- Sebastien Dewaele : William Broucke
- Koen De Sutter :
- Mieke Dobbels :
- Chiel Vande Vyvere : Vico Broucke
- Roland Van Campenhout : Leon Broucke
- Roda Fawaz : Saïd
- Luc Dufourmont :
- Wennie De Ruyck :
- Miguel Martins : Man in dark room (non crédité)

## Distinctions

### Sélection
- Festival international du film de Thessalonique 2017 : en sélection officielle.